# Прапор Меріленду
Прапор Меріленду (англ. The Flag of the State of Maryland) — один з державних символів американського штату Меріленд.
Прапор Меріленду — єдиний з прапорів штатів США, що базується на англійській геральдиці. Полотнище прапора розділено на 4 чверті. Перша і четверта чверті складаються з 6 вертикальних планок, почергово золотого і чорного кольору з діагональною стрічкою, на якій ці кольори змінюються на протилежний. Друга і третя чверті сріблясто-червоні. Вони в свою чергу розділені на 4 частини білого і червоного кольору і заповнені грецьким хрестом перехідного кольору, білий на червоному тлі і червоний на білому тлі. Цей прапор представлено на щиті герба печатки штату
Поточний прапор був офіційно затверджений в 1904 році. Чорно-золотий елемент прапора — сімейний герб Калвертів (англ. Calvert), червоно-білий елемент прапора — сімейний герб Кросслендів (англ. Crossland). Джордж Калверт, ірландський барон Балтимору одержав від Карла I патент на заселення земель між 40-й паралеллю і південним берегом Потомака в 1632 р. — майбутньої провінції Меріленд. Мати Джорджа Калверта була спадкоємицею роду Кросслендів, тому Джордж Калверт одержав право використовувати обидва герби на своєму прапорі.